# HTML5プロフェッショナル認定試験
HTML5（エイチティーエムエル・ファイブ）プロフェッショナル認定試験は、HTML5やCSS3、JavaScriptなど最新の次世代Web標準言語に関する知識と技術力を認定する資格試験である。
特定非営利活動法人（NPO）エルピーアイジャパン（LPI-Japan）が2014年1月1日からCBT（コンピューター・ベースト・テスティング）方式で始めた。
HTML5は次世代のWeb標準プラットフォームの中核となる仕様であり、今やHTML5で記述されたゲームやモバイルアプリケーションが急速に普及しつつある。このような潮流の中で人材育成が求められており、HTML5を扱うプロフェッショナルの能力を測る認定資格試験として本試験が開発された。多くの企業が推進する次世代Web言語の認定資格としてHTML5のプロフェッショナルのスキル向上に役立つだけでなく、企業内や研修機関での『技術力を担保する客観的基準』としても活用できる。

## 概要
HTML5プロフェッショナル認定制度は、特定非営利活動法人（NPO）エルピーアイジャパン（LPI-Japan）によって実施されている、HTML5を活用したWebページやWebアプリケーションなどのデザインや設計、構築に関する体系だった知識とスキルを備えたHTML5の専門家を中立の立場で公平・厳正に認定する資格制度である。
LPI-Japanは、ベンダー・メーカーに依存しない「中立・公平・厳正」な資格試験であること、HTML5のプロフェッショナルのスキルの向上に役立つこと、企業内や研修機関での『技術力を担保する客観的基準』となることを受験のメリットとして挙げている。
HTML5プロフェッショナル認定試験の構成は、2つのレベルで構成されている。レベル1は、マークアップやCSS3を中心に、マルチデバイスに対応した静的なWebコンテンツをHTML5を使って作成する能力を認定する試験である。レベル2は、JavaScriptを中心に、システム間連携や最新のマルチメディア技術に対応したWebアプリケーションや動的Webコンテンツの開発設計をする能力を認定する試験である。

## 資格の種類
HTML5プロフェッショナル認定試験の構成は、レベル1とレベル2の2つのレベルで構成されている。

### レベル1
HTML5プロフェッショナル認定試験レベル1は、マルチデバイスに対応した静的なWebコンテンツをHTML5にてデザイン・作成できる能力を認定する。出題範囲は、「HTML5の要素」と「CSS3」をメインに、「レスポンシブWebデザイン」「オフラインWebアプリケーション」などである。ITSSのスキルレベルでは、レベル2に該当する。

### レベル2
HTML5プロフェッショナル認定試験レベル2は、最新のマルチメディア技術に対応した動的なWebコンテンツを設計・作成できる能力を認定する。出題範囲は、「HTML5に関するタグの用途、構造の組み立て方に関する技術」、「JavaScriptやCSS3などを用いて、デザイン仕様に沿った見やすい表示を行うための技術」、「一つのソースで、スマートフォンなどの 様々なデバイスの画面サイズに対応させるための技術」、「通信が常時接続状態ではない環境でも、効率的にWebコンテンツを動作させるための技術」、「JavaScriptを使って、動的なWebコンテンツを作成する技術」、「3D・動画・音声ファイルなどのマルチメディアコンテンツの表示・再生に関する技術」、「ナビゲーション、地図表示など操作しやすいコンテンツを作成するための技術」、「データベースや並列処理を使ってコンテンツを効率良く高速に動作させるための技術」などである。ITSSのスキルレベルでは、レベル3に該当する。

## 受験方法
試験は、コンピュータベース (CBT) で提供。随時、指定のテストセンターで受験することが可能である。

## 再試験ポリシー
不合格の場合でも、一定期間を経過しなければ受験できないなどの規定はない。

## 有意性ポリシー
5年と定められている。資格を維持するためには、前回、合格してから5年間経過するまでに「同一レベルの認定の再取得」または「上位レベルの取得」する必要がある。

## 沿革
- 2000年 7月 - 特定非営利活動法人エルピーアイジャパン (LPI-Japan) 設立。
- 2013年 7月 - LPI-Japan 『HTML5認定試験』の開発を開始
- 2014年 1月 - HTML5プロフェッショナル認定試験レベル1の配信を開始
- 2014年 9月 - HTML5プロフェッショナル認定試験レベル2の配信を開始

## 関連資格
- オープンソースデータベース技術者認定試験
- Apache CloudStack技術者認定試験
- OpenStack技術者認定試験
- Linux Professional Institute Certification (LPIC)